# Código de BCH
Na teoria da codificação os códigos de BCH formam uma classe cíclica de correção de erro de códigos que são construídos usando corpos finitos. Códigos de BCH foram inventados em 1959 por Alexis Hocquenghem, e de forma independente em 1960 por Raj Chandra Bose  e Ray-Chaudhuri. A abreviação BCH compreende as iniciais dos nomes desses inventores.
Uma das características chave de códigos de BCH é que durante a concepção de um código, existe um controle preciso sobre o número de erros de símbolos corrigíveis pelo código. Em particular, é possível projetar códigos BCH binários que pode corrigir múltiplos erros de bits. Outra vantagem do BCH códigos é a facilidade com que podem ser descodificado, isto é, através de um método algébrico conhecido como decodificação síndrome. Isto simplifica o design do descodificador para esses códigos, utilizando pequenos hardwares electrónicos de baixo consumo de energia.